# Maxima debetur puero reverentia
La locuzione latina Maxima debetur puero reverentia significa "Si deve al fanciullo il più gran rispetto" (Giovenale, Satire, XIV, 47). Talvolta però l'espressione è stata erroneamente tradotta come se puero fosse un ablativo d'agente, e quindi col significato di "i fanciulli devono essere rispettosi". Questa sentenza rappresenta invece un ammonimento ai genitori affinché non diano cattivi esempi ai loro figli e con il tempo è divenuta celebre come ecumenica esortazione a tutti gli adulti, formando oggi il motto di varie organizzazioni, scuole e società filantropiche aventi come scopo la cura e la formazione del fanciullo.